# Impressora matricial

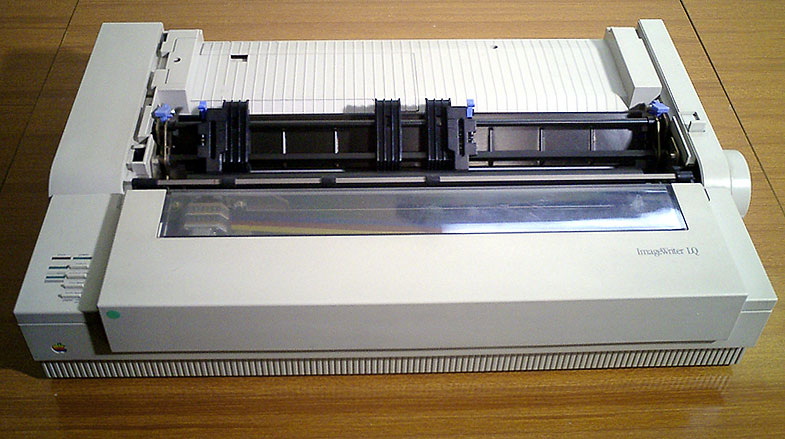
Apple ImageWriter LQ de 27 pins

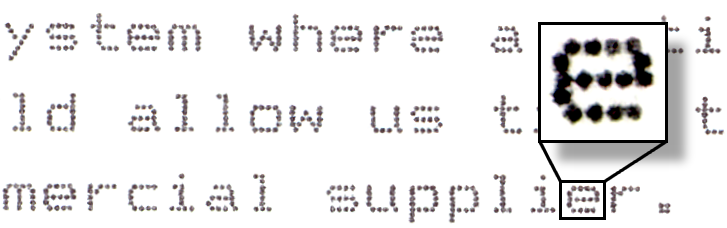
Resultat típic d'una impressora matricial operant en mode no-NLQ. Aquesta imatge representa una àrea d'impressió d'aproximadament 4.5cm x 1.5cm.

Una  impressora matricial  o  impressora de matriu de punts  és un tipus d'impressora amb un cap d'impressió que es desplaça d'esquerra a dreta sobre la pàgina, imprimint per impacte, prement una cinta de tinta contra el paper, de forma similar al funcionament d'una màquina d'escriure. Al contrari que en una màquina d'escriure o en una impressora de margarida, les lletres són obtingudes per selecció de punts d'una matriu i, per tant, és possible produir diferents tipus de lletra, i gràfics en general. Com que la impressió requereix pressió mecànica, aquestes impressores poden crear còpies carbó. Aquesta tecnologia va ser comercialitzada en primer lloc per Digital Equipment Corporation.
Parlant amb propietat, el terme "matricial" és inadequat, ja que gairebé totes les impressores de raig de tinta, termals i làser produeixen matrius de punts. Tanmateix, aquesta paraula sembla haver estat reservada per a les impressores matricials per impacte.

## Funcionament

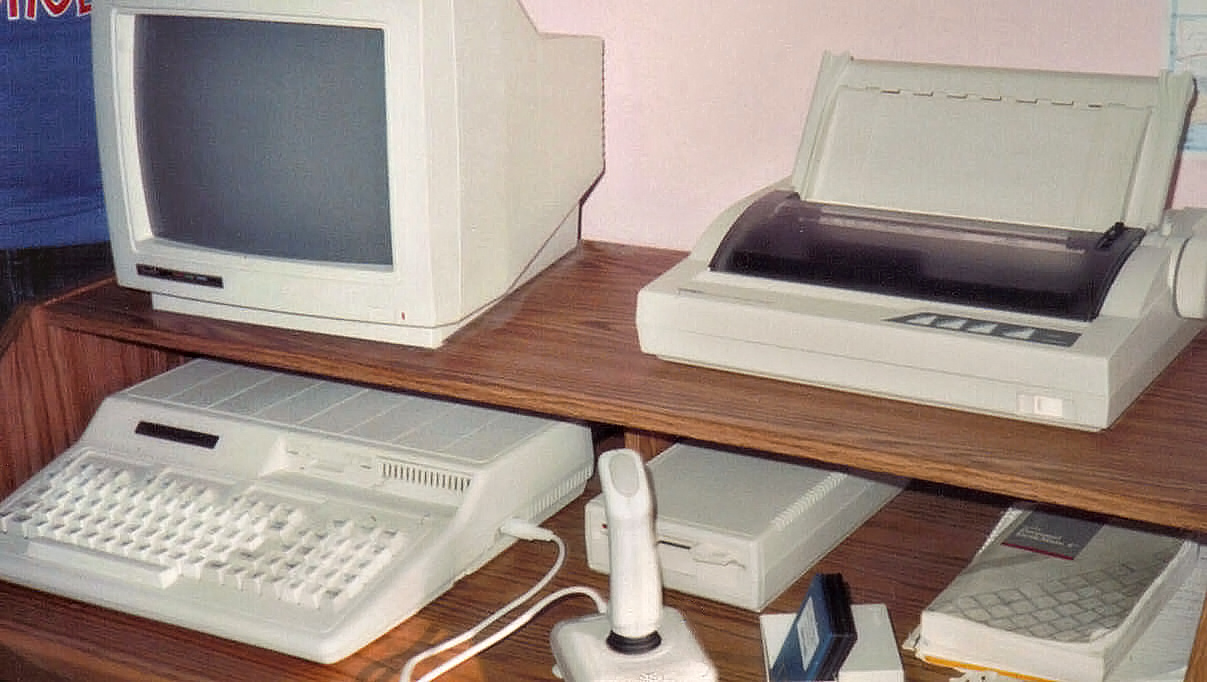
Un Tandy 1000 HX amb una impressora Tandy DMP-133 de 9 agulles.

Cada punt és produït per un diminut bastó metàl·lic, també anomenat filferro o  pin , que és empès per un petit electroimant, bé directament o mitjançant un mecanisme de palanques. Davant de la cinta de tinta i del paper hi ha una petita guia foradada per servir de guia als bastons. La part mòbil de la impressora és coneguda com el cap d'impressió, que generalment imprimeix una línia de text a cada moviment horitzontal sobre el paper. La majoria d'impressores matricials tenen una sola línia vertical de bastons metàl·lics d'impressió. Altres tenen diverses columnes entrellaçades per incrementar la densitat de punts i, per tant, la resolució de la impressió.
L'àmbit va de les impressores d'1 pin (emprades en calculadores i impressores barates per equips de 8 bits), 9 pins (la més utilitzades), 18 pins (molt poc freqüents), 24 pins (que copen la gamma alta) i 27 pins (rècord ostentat per l'Apple ImageWriter LQ).
Les impressores d'agulles se centren majoritàriament en el mercat de l'IBM PC oferint compatibilitat amb els codis d'impressió establerts per IBM, Epson (ESC/P i ESC/P 2) i més freqüentment amb les dues normes. Per als ordinadors domèstics cada casa solia produir una impressora que incorporava els caràcters especials de cada equip. Però destaquen dues grans subfamílies, les impressores compatibles Commodore (que presenten almenys un port serial com el dels Commodore 64) i les impressores compatibles MSX (que incorporen tot el set gràfic MSX com una ampliació del setembre Epson, i poden fer una còpia de pantalla dels MSX). Mentre que en les primeres són pocs els casos preparats per usar-se també amb un PC, qualsevol impressora MSX pot usar-se sense problemes amb qualsevol PC basat en MS-DOS.
Encara que aquestes màquines són molt duradores, amb el temps perden eficàcia. La tinta envaeix la guia del cap d'impressió, provocant que la brutícia s'acumuli, el que acaba deformant la forma circular dels forats en aquesta guia, i en definitiva reduint la precisió dels bastons.
Avui en dia, fins i tot amb els grans avenços tecnològics aplicats a la impressió, se segueixen venent aquest tipus d'impressores. Fins i tot empreses de renom i experiència en aquest camp, venen models nous adaptats als ordinadors i sistemes operatius actuals. El mercat on es mouen aquest tipus d'impressores solen ser la petita i mitjana empresa i les administracions públiques.

## Avantatges i desavantatges

### Avantatges
Les impressores matricials, com qualsevol impressora d'impacte, pot imprimir en paper multicapa o fer còpies carbó. Aquestes impressores tenen un baix cost d'impressió per pàgina. Conforme s'acaba la tinta, la impressió perd intensitat gradualment en lloc d'acabar sobtadament durant una feina. Poden treballar amb paper continu en lloc de requerir fulles individuals, la qual cosa les fa útils per a impressió de registres de dades. Són bones en general per a situacions en les quals la resistència i durabilitat sigui més important que la qualitat d'impressió.

### Desavantatges
Les impressores d'impacte solen ser sorolloses, fins al punt que hi ha carcasses aïllants per al seu ús en entorns silenciosos. Només poden imprimir text i gràfics, amb una resolució de color limitada, relativament baixa qualitat ia poca velocitat. Tot i que solen ser la millor solució per imprimir etiquetes i tiquets, són propenses que falli un dels pins del capçal d'impressió, deixant zones apagades en el text.